# Camilo Sesto

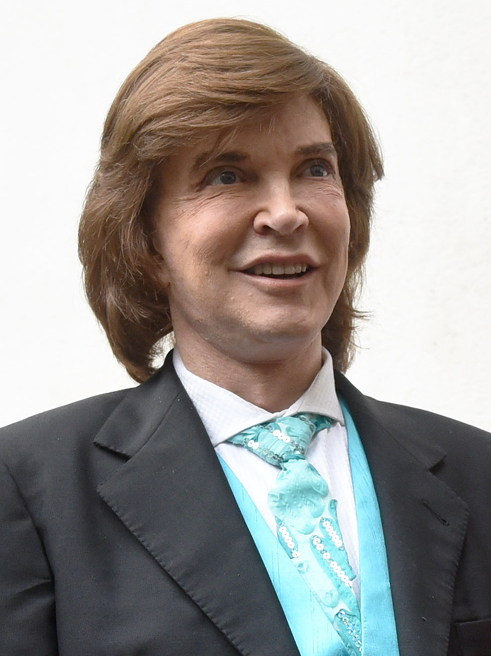
Camilo Sesto (2017)

Camilo Sesto (* 16. September 1946 in Alcoy als Camilo Blanes Cortés; † 8. September 2019) war ein spanischer Sänger, Schauspieler, Musikproduzent und Komponist der romantischen spanischen Balladen, Pop und Rock.

## Lebenslauf
Er ist der Sohn von Eliseo Blanes und Joaquina Cortés. Die Muttersprachen von Camilo Sesto waren Valencianisch und Spanisch. Außerdem studierte er Englisch in Los Angeles. Seine ersten Schritte als Sänger im Chor fanden in seiner Schule in Alcoy statt. Seinen ersten großen Hit hatte er mit dem Lied und dem gleichnamigen Album Algo de mí 1971.
Trotz seiner großen Schaffenskraft konnte er lediglich mit dem Titel Mi Amor zusammen mit Audrey Landers 1985 auf Platz 52 der deutschen Singlecharts landen.
Camilo Sesto erlag im Alter von 72 Jahren den Komplikationen einer Nierenerkrankung, an der er in Folge seiner langjährigen Alkoholsucht litt.

## Diskografie (Auswahl)

### Alben
| Jahr | Titel                    | Höchstplatzierung, Gesamtwochen, AuszeichnungChartplatzierungen (Jahr, Titel, Platzierungen, Wochen, Auszeichnungen, Anmerkungen) | Höchstplatzierung, Gesamtwochen, AuszeichnungChartplatzierungen (Jahr, Titel, Platzierungen, Wochen, Auszeichnungen, Anmerkungen) | Anmerkungen                              |
| Jahr | Titel                    | ES | Latin | Anmerkungen                              |
| ---- | ------------------------ | --- | --- | ---------------------------------------- |
| 2004 | Camilo Sesto N° 1        | ES3 ×2Doppelplatin · (24 Wo.)ES                                                                                                   | — | Erstveröffentlichung: 7. Dezember 2004   |
| 2010 | Todo de mí               | ES5 Gold · (24 Wo.)ES | — |                                          |
| 2012 | 20 Grandes Exitos        | — | Latin25 (57 Wo.)Latin |                                          |
| 2013 | Esencial Camilo Sesto    | ES86 (5 Wo.)ES | — | Erstveröffentlichung: 18. Juni 2013      |
| 2016 | Camilo 70                | ES6 (58 Wo.)ES | — | Erstveröffentlichung: 22. September 2016 |
| 2018 | Camilo sinfónico         | ES4 Gold · (38 Wo.)ES | — | Erstveröffentlichung: 20. November 2018  |
| 2019 | Los 15 Grandes Exitos de | — | Latin30 (1 Wo.)Latin |                                          |
| 2022 | Camilo Forever           | ES19 (8 Wo.)ES | — | Erstveröffentlichung: 18. November 2022  |

grau schraffiert: keine Chartdaten aus diesem Jahr verfügbar
Weitere Alben
- 1971: Algo de mí
- 1972: Sólo un hombre
- 1973: Algo más
- 1974: Camilo
- 1975: Amor libre
- 1975: Jesucristo Superstar
- 1976: Memorias
- 1977: Entre amigos
- 1977: Rasgos
- 1978: Sentimientos (ES: Gold)
- 1979: Horas de amor (ES: Gold)
- 1979: Super Èxitos Vol. 2 (ES: Gold)
- 1980: Amaneciendo (ES: Platin)
- 1981: Más y más … (ES: Gold)
- 1982: Camilo en ingles (auf Englisch)
- 1982: Con ganas (ES: Gold)
- 1982: Muy Personal (ES: Platin)
- 1983: Amanecer/84 (ES: Gold)
- 1985: Tuyo
- 1986: Agenda de baile
- 1991: A voluntad del cielo
- 1992: Huracán de amor
- 1994: Amor sin vértigo
- 1997: Camilo Superstar (ES: Platin)
- 1998: Lo Mejor de lo Mejor
- 2002: Alma
- 2006: Camilo Sesto Canta a Bujalance

### Singles
| Jahr | Titel Album                                      | Höchstplatzierung, Gesamtwochen, AuszeichnungChartplatzierungen (Jahr, Titel, Album, Platzierungen, Wochen, Auszeichnungen, Anmerkungen) | Höchstplatzierung, Gesamtwochen, AuszeichnungChartplatzierungen (Jahr, Titel, Album, Platzierungen, Wochen, Auszeichnungen, Anmerkungen) | Anmerkungen        |
| Jahr | Titel Album                                      | DE | Latin | Anmerkungen        |
| ---- | ------------------------------------------------ | --- | --- | ------------------ |
| 1985 | Mi amor –                                        | DE52 (6 Wo.)DE | — | mit Audrey Landers |
| 1986 | Me la estas poniendo dificil Agenda De Baile     | — | Latin9 (19 Wo.)Latin |                    |
| 1987 | Quien Eres Tu Tuyo                               | — | Latin41 (1 Wo.)Latin |                    |
| 1991 | Amor Mio, Que Me Has Hecho? A Voluntad Del Cielo | — | Latin1 (22 Wo.)Latin |                    |
| 1992 | Que Mala Vida A Voluntad Del Cielo               | — | Latin12 (13 Wo.)Latin |                    |

grau schraffiert: keine Chartdaten aus diesem Jahr verfügbar
Weitere Singles
- 1978: Vivir Así Es Morir de Amor (ES: Platin)

## Auszeichnungen für Musikverkäufe
| Platin-Schallplatte - Argentinien - 1998: für das Album Camilo Superstar |

Anmerkung: Auszeichnungen in Ländern aus den Charttabellen bzw. Chartboxen sind in ebendiesen zu finden.
| Land/RegionAuszeichnungen für Musikverkäufe (Land/Region, Auszeichnungen, Verkäufe, Quellen) | Gold     | Platin     | Verkäufe | Quellen                                                     |
| -------------------------------------------------------------------------------------------- | -------- | ---------- | -------- | ----------------------------------------------------------- |
| Argentinien (CAPIF)                                                                          | —        | Platin1    | 60.000   | capif.org.ar (Memento vom 31. Mai 2011 im Internet Archive) |
| Spanien (Promusicae)                                                                         | 8× Gold8 | 6× Platin6 | 910.000  | elportaldemusica.es ES2 ES3                                 |
| Insgesamt                                                                                    | 8× Gold8 | 7× Platin7 |          |                                                             |